# معتصم الشاعر
معتصم الشاعر هو كاتب وروائي سوداني تخرج من كلية الصيدلة، وبدأ في عام 2011 مشروعًا روائيًّا بعنوان « زهرة الربيع» ضم ثلاثة روايات تناقش قضايا الإنسان العربي في ظل ثورات الربيع العربي التي اجتاحت عالمنا العربي بدًْا من عام 2011.

## مؤلفاته
ألفم عتصم الشاعر العديد من المؤلفات التي تنوعت ما بين الروايات الطويلة والقصيرة، والقصص القصيرة، ومنها:
- أهزوجة الرحيل: صدرت عام 2011 عن مؤسسة صوت القلم العربى بالقاهرة.[2]
- في انتظار السلحفاة: صدرت نسختها الإلكترونية عام 2012 عن شركة إى بوك بلندن، وصمم لوحة الغلاف لها الفنان بينوا كولسينت، ثم طبعتها الدار العربية للعلوم ناشرون بعد أن فازت بمنحة الصندوق العربي للثقافة والفنون للعام 2013.[3][4]
- ادفنونى في تل أبيب: صدرت عام 2013 عن دار مومنت للكتب الرقمية بلندن، وصمم لوحة الغلاف لها الفنان هكار فندى.[5][6]